# Dong Zhuo
Dǒng Zhuō (董卓;) (139 – 192 e.kr.) var en general i det sene Han Dynasti i oldtidens Kina.
Dong Zhuo var officer i det kejserlige hof, han fik stor magt ved slette metoder. Han blev Han Kejserens premierminister, som blev en simpel marionet i tyranen Dong Zhuos spil. Dong blev ofte set spadsere ind og ud af paladset som var det hans eget.
Dong Zhuo ledede en stor hær. Tidligt i hans karriere stødte han på Ding Yuan, en anden general med en lille styrke soldater, som vovede at stå i vejen. Dong ville have angrebet og dræbt Ding Yuan, men bag ham stod en stor og imponerende kriger ved navn Lü Bu. Efter en invitation og løfter om gaver, endte Lü Bu med at dræbe sin hersker og bragte hans hoved til Dong Zhuoo. Med den mægtige Lü Bu ved sin side var Dong Zhuo nærmest usårlig. Han modstod et angreb fra de andre allierede feltherrer ved Hu Lao porten med hjælp fra Lü Bu, brændte hovedstaden Luoyang ned til grunden, flygtede til An Ding og gjorde herefter An Ding til ny hovedstad.
Ifølge den velkendte beretning, som står skrevet i den kinesiske historieroman Romance of the Three Kingdoms, var hovedårsagen til Dong's fald en dansende pige, kaldet Diao Chan. Ifølge bogen havde Diao Chan's adoptivfar, Wang Yun, bedt hende komme tæt ind på Dong Zhuo og Lü Bu. Wang Yun lovede hende væk som kone til dem begge. Diao Chan spillede sin rolle så godt, at langsomt begyndte den ellers ubrydelige troskab mellem de to mænd at gå i opløsning. Hun skulle efter sigende have gjort dem så misundelige på hinanden, at Lü Bu myrdede Dong Zhuo, dermed effektivt stoppende hans regime.